# Triumph Trident 660
La Triumph Trident 660 è una motocicletta di media cilindrata (660 cm³) prodotta dalla casa motociclistica inglese Triumph dal 2020.

## Storia
Dopo una gestazione durata quattro anni, il primo prototipo della Triumph Trident 660 è stato presentato al London Design Museum il 25 agosto 2020. Per camuffarne la forma, è stata dipinta di bianco ad eccezione del motore. Un altro prototipo di pre serie quasi definitivo, meno camuffato e completamente funzionante, è stato presentato alla stampa specializzata poche settimane dopo.
Il 30 ottobre 2020 la moto in veste definitiva ha esordito durante un evento stampa riservato ai giornalisti di settore.
La Trident è una naked di media cilindrata, che si inserisce nel segmento di mercato dove sono già presenti le Yamaha MT-07, Kawasaki Z 650, Honda CB 650R e Suzuki SV650.
A differenza della Street Triple S, la Trident ha un telaio perimetrale in acciaio completamente nuovo.
Il motore è stato sviluppo utilizzando come base quello della Street Triple S da 660 cc, a cui però sono stati installati sessantasette nuovi componenti e presenta le seguenti differenze: nuova lavorazione del basamento, alesaggio ridotto e corsa più lunga, nuovo albero a gomiti, fasce elastiche, alberi a camme, selettore del cambio, un inedito sistema di aspirazione con nuovo air box, corpi farfallati e impianto di scarico dedicato.

## Descrizione
La moto monta un motore a tre cilindri in linea da 660 cm³ dotato di sistema di raffreddamento a liquido che produce una potenza massima di 81 CV ed eroga una coppia di 64 Nm. La distribuzione è a due alberi a camme in testa (DOHC) a 12 valvole, 4 per cilindro, che viene gestito da un cambio a sei rapporti ad innesti frontali.
I due freni a disco flottanti all'anteriore hanno un diametro di 310 mm e vengono azionati da pinze a 2 pistoncini. Sul posteriore è presente un freno a disco con un diametro di 255 mm e una pinza a singolo pistoncino. Gli pneumatici all'avantreno misurano 120/70 ZR 17 mentre al retrotreno 180/55 ZR 17.